# Massacres de alauitas sírios em 2025
Os massacres de alauítas sírios de 2025 referem-se a uma série de assassinatos seletivos contra civis alauitas, localizados principalmente na costa da Síria, supostamente durante repressões contra insurgentes leais a Bashar al-Assad.
Uma série particularmente brutal de massacres começou no início de março de 2025 na província de Lataquia, onde, de acordo com o Observatório Sírio para os Direitos Humanos (OSDH), as forças de segurança sírias mataram centenas de civis ao longo de dois dias, incluindo 52 alauitas somente nas cidades de Al-Mukhtariya e Al-Shir, na área rural de Lataquia. Esses eventos ocorreram durante um período de tensões elevadas e confrontos armados entre as forças do governo de transição sírio e militantes leais ao ex-presidente Assad. Apesar das garantias dos novos responsáveis governamentais de que as minorias do país estariam seguras na nova Síria, as comunidades alauitas têm sido alvo de uma série de massacres desde dezembro de 2024.
De acordo com o Observatório Sírio para os Direitos Humanos, pelo menos 750 civis foram mortos em 29 massacres separados entre os dias 6 e 8 de março de 2025. Um número desconhecido de minorias religiosas não-alauitas, incluindo cristãos, também foram alvos e mortos nos massacres.

## Contexto
A costa da Síria, e especialmente a província de Lataquia, historicamente serviu como o coração da comunidade alauita da Síria, um grupo religioso minoritário considerado uma seita ramificada do islamismo xiita. A família Assad, que governou a Síria por décadas, pertence a essa minoria religiosa. Após a queda de Assad em dezembro de 2024 e a implementação de um governo de transição sob o comando do então emir Ahmed al-Sharaa, surgiram confrontos entre as forças governamentais e os redutos leais a Assad, particularmente em regiões com populações alauitas significativas.
A nova administração teria reestruturado o aparato estatal por meio de demissões generalizadas de funcionários, muitos dos quais vinham da comunidade alauíta. De acordo com ativistas alauitas, membros de sua comunidade têm sofrido violência e perseguição desde a queda de Assad, principalmente nas áreas rurais das províncias de Homs e Lataquia. Apesar do compromisso público de al-Sharaa de fazer um governo inclusivo, não foram relatadas reuniões formais com representantes alauitas de alto escalão, em contraste com as reuniões documentadas da administração com líderes de outros grupos minoritários, como curdos, cristãos e drusos.
A violência aumentou significativamente em 6 de março de 2025, quando intensos confrontos armados eclodiram na província de Lataquia entre agentes de segurança sírios e grupos armados que apoiavam o ex-presidente. Os combates alastraram-se por várias cidades da região, predominantemente habitadas por alauitas. A violência concentrou-se inicialmente na área de Jabala, mas rapidamente se expandiu para outros locais. Em 7 de Março, as autoridades sírias implementaram toques de recolher obrigatórios nas cidades de Tartus e Lataquia, ao longo da costa síria. Moradores de Qardaha relataram disparos intensos de metralhadoras em áreas residenciais, impedindo-os de sair de suas casas devido aos intensos combates.

## Massacres

### Janeiro
Em 14 de janeiro de 2025, o Observatório Sírio para os Direitos Humanos (SOHR, sigla em inglês) relatou que civis alauitas de Tasnin, localizada na zona rural de Homs, foram alvos de homens armados que se autodenominaram Comando de Operações Militares. De acordo com o SOHR, os homens armados lançaram uma ampla operação de prisões do início da manhã até a tarde de 16 de janeiro. Vários suspeitos resistiram às tentativas de prisão. Durante a operação, os agressores incendiaram sete casas e assassinaram seis civis. Vários moradores e anciãos de Tasnin e de povoações vizinhas tentaram denunciar o massacre à polícia e às forças de segurança do governo sírio, mas não receberam qualquer resposta que mencionasse a violência.
Em 23 de janeiro de 2025, o SOHR relatou que o Comando de Operações Militares lançou uma campanha de segurança em larga escala em colaboração com homens armados locais nas aldeias de al-Hamam, al-Ghozaylah e al-Gharbiyah, na zona rural a oeste de Homs. Durante a operação, quatro civis foram mortos extrajudicialmente, dez civis ficaram feridos e outros cinco foram presos. As forças militares abusaram e agrediram outros moradores, forçando vários a latir e zurrar como animais. As forças militares também destruíram várias lápides de aldeias.

### Março
Em 7 de março de 2025, grupos de monitoramento de direitos humanos, incluindo o SOHR, relataram que as forças de segurança realizaram execuções de 52 homens alauitas na zona rural de Lataquia. A organização baseou suas descobertas em evidências de vídeo que ela havia autenticado, juntamente com depoimentos coletados de parentes das vítimas. De acordo com a sua documentação, estes assassinatos ocorreram em locais específicos de Al-Shir, Al-Mukhtariya e Al-Haffah. De acordo com o diretor do SOHR, Rami Abdurrahman, homens armados mataram 69 homens nessas aldeias, poupando mulheres e crianças. A emissora libanesa Al-Mayadeen corroborou estes relatos, afirmando que mais de 30 homens foram executados só em Mukhtariyeh, depois de terem sido separados das mulheres e das crianças. Também foi relatado que treze mulheres e cinco crianças foram mortas. A Reuters informou que imagens verificadas da localização da cidade mostraram aproximadamente 20 homens, muitos visivelmente ensanguentados, deitados lado a lado ao longo de uma estrada no centro da cidade.
Várias fontes divulgaram imagens mostrando pessoas mortas em trajes civis reunidas em um pátio residencial, com sangue visível nas proximidades e mulheres chorando em tom audível. Outras evidências em vídeo teriam mostrado indivíduos armados em uniformes militares orientando três pessoas a se movimentarem no chão antes de baleadas à queima-roupa. O SOHR distribuiu estas gravações, tal como o fizeram os ativistas locais. Dois vídeos mostrando um carro arrastando um corpo em Lataquia foram verificados pela BBC. Residentes alauitas locais reuniram-se em frente a uma base aérea russa perto de Jabala em busca de proteção.
Sessenta pessoas localizadas na cidade costeira de Baniyas, incluindo dez mulheres e cinco crianças, foram mortas em execuções em massa conduzidas por membros do Ministério da Defesa e do Serviço de Segurança Geral da Síria, marcando um dos maiores massacres documentados em 7 de março.
Nas primeiras horas de 8 de março, 38 civis em Al-Mukhtariya teriam sido executados por membros do Ministério da Defesa da Síria e das forças do Serviço de Segurança Geral. Cerca de 24 civis em Al-Shir foram mortos em execuções de campo por pelotões de fuzilamento pelas forças de defesa e segurança do governo, 22 em Qarfais, sete no distrito de Al-Haffah e mais sete em Beit Ana e Duwayr Baabda, na zona rural de Jabala. Dois cidadãos foram sumariamente mortos por um pelotão de fuzilamento em Yahmur, localizado na zona rural de Tartus. O xeque Shaaban Mansour e seu filho foram mortos por um pelotão de fuzilamento em Salhab, na província de Hama, pelas forças de segurança do governo. Juntamente com o relatório anterior de sessenta civis mortos em Baniyas, o SOHR afirmou que pelo menos 162 civis foram mortos em cinco massacres separados apenas no dia 7 de março.
Em 8 de março de 2025, o Ministério da Defesa da Síria disse que não permitiria que violações fossem cometidas pelas forças do Exército Sírio ou quaisquer outros militantes armados, e que um comitê de emergência foi formado para encaminhar unidades desobedientes a um tribunal militar. O porta-voz do Ministério da Defesa, Hassan Abdel Ghani, instou os militantes que não têm qualquer ligação à operação militar na costa síria a abandonarem a área.
Milhares de civis alauitas e suas famílias fugiram para a Base Aérea de Khmeimim – ainda sob controle russo – na província de Lataquia para procurar refúgio.
Ao meio-dia de 8 de março, o número de homicídios registados atingiu os 532 e atingiu os 745 no final do dia. Cerca de 31 civis em Tuwaym, incluindo nove crianças e quatro mulheres, foram mortos e enterrados numa vala comum. Moradores de vilas e cidades alauitas alegaram que homens armados atiraram em civis nas ruas ou nas entradas de suas casas. Em alguns casos, os agressores teriam verificado documentos de identificação para verificar a filiação religiosa dos indivíduos antes de matá-los. Outras testemunhas relataram que os agressores se reuniram perto de prédios residenciais, atirando indiscriminadamente em casas, incendiando casas, roubando carros e propriedades, deixando corpos nas ruas, em telhados e dentro de casas, e impedindo os moradores de resgatar os mortos para um enterro adequado. Alguns residentes alegaram que os atacantes incluíam combatentes estrangeiros e militantes de comunidades vizinhas, embora estas alegações não pudessem ser verificadas de forma independente.
O fornecimento de eletricidade e água potável foi cortado em grandes áreas ao redor de Lataquia. Milhares de moradores teriam fugido para montanhas próximas em busca de segurança. Outros procuraram refúgio do outro lado da fronteira, no Líbano, de acordo com o legislador libanês Haidar Nasser. Um número desconhecido de minorias religiosas não alauitas, incluindo cristãos, também foram alvos e mortos nos massacres, com muitos também fugindo de suas aldeias para as montanhas. A organização sem fins lucrativos Greco-Levantines World Wide relatou que dois gregos de Antioquia, um pai e seu filho, foram mortos, e que o padre da Igreja de Nossa Senhora da Anunciação, Pe. Gregorios Bishara, foi morto.
O diretor do Centro de Estudos do Oriente Médio da Universidade de Oklahoma, Joshua Landis, relatou em 8 de março que o maior número de mortes e massacres ocorreu no distrito de Jabala, com 133 indivíduos (38% das vítimas) mortos em dez massacres. Haffah e Baniyas tiveram quatro assassinatos em massa cada.
O conselheiro do ex-presidente do Conselho Alauita, Muhammad Nasser, disse ao Al-Ahed que famílias inteiras foram executadas. Ele e fontes locais sírias alegaram que mais de 1,7 mil civis foram mortos.

## Respostas

### Nacional
O Conselho Islâmico Alauita divulgou uma declaração atribuindo a responsabilidade pela violência ao governo. O conselho alegou que comboios militares tinham sido enviados para a região costeira síria sob o pretexto de atacar “os remanescentes do regime”, mas que, em vez disso, estavam “aterrorizando e matando sírios”. A organização apelou à proteção das Nações Unidas para os territórios costeiros.
A agência de notícias do governo sírio, SANA, reconheceu “algumas violações individuais” na sequência de ataques por parte das forças pró-Assad que resultaram em baixas policiais, afirmando que as autoridades estavam “a trabalhar para os deter”. A agência também informou que vários indivíduos viajaram para os assentamentos costeiros alauitas para se vingarem dos ataques contra o governo.
O Serviço Geral de Inteligência da Síria acusou "ex-líderes militares e de segurança afiliados ao extinto regime [de estarem] por trás do planejamento desses crimes" em relação à causa da escalada da violência. O Ministério da Defesa declarou que as unidades governamentais retomaram com sucesso as áreas onde as forças pró-Assad atacaram as suas forças.
O presidente sírio Ahmed al-Sharaa fez um discurso dirigido às forças alauitas pró-Assad, afirmando: "Vocês atacaram todos os sírios e cometeram um erro imperdoável. A resposta chegou e vocês não conseguiram resistir a ela". Ele exigiu que entregassem suas armas "antes que fosse tarde demais." Ele afirmou que "continuaria a trabalhar para monopolizar as armas nas mãos do estado e não haverá mais armas não regulamentadas". Al-Sharaa pediu aos combatentes pró-governo que "evitassem quaisquer abusos" após relatos de massacres de civis alauitas em Lataquia.
Em 8 de março de 2025, o Ministério da Defesa da Síria disse que não permitiria que violações fossem cometidas pelas forças do Exército Sírio ou quaisquer outros militantes armados e que um comitê de emergência foi formado para encaminhar unidades desobedientes a um tribunal militar. O porta-voz do Ministério da Defesa, Hassan Abdel Ghani, instou os militantes que não têm qualquer ligação à operação militar na costa síria a abandonarem a área.

### Internacional
- Nações Unidas: as Nações Unidas apelaram a uma investigação imediata dos relatos de assassinatos selectivos com base na identidade religiosa. As organizações de defesa dos direitos humanos sublinharam a necessidade de investigadores independentes acederem aos locais para documentar potenciais crimes de guerra ou crimes contra a humanidade. Vários países emitiram declarações condenando a violência contra civis e apelando à contenção de todas as partes envolvidas no conflito sírio.[6] Organizações internacionais manifestaram a sua preocupação com a potencial violência sectária na região, na sequência de relatos de assassínios selectivos. Geir Pedersen, enviado especial das Nações Unidas para a Síria, manifestou-se alarmado com a intensidade dos confrontos e dos assassinatos, referindo “relatos muito preocupantes de vítimas civis” nas zonas costeiras entre as forças da atual administração síria e os resistentes alauítas pró-Assad.[7]
- União Europeia: Em 8 de março, uma declaração do Serviço Europeu de Ação Externa em nome da União Europeia, condenou os ataques de "elementos pró-Assad" contra as forças armadas do governo de transição e os ataques contra civis. A União Europeia condenou ainda todas as tentativas de minar a estabilidade do país e "as perspectivas de uma transição pacífica duradoura, inclusiva e respeitadora de todos os sírios na sua diversidade".[32]
- Comitê Internacional da Cruz Vermelha: O Comitê Internacional da Cruz Vermelha emitiu um comunicado afirmando que a organização estava “extremamente preocupada” com a violência relatada e insistiu para que todas as partes envolvidas não visassem instalações médicas, permitissem o acesso sem entraves aos cuidados de saúde e permitissem que os trabalhadores humanitários chegassem aos feridos e aos mortos.[33]